# Silviane Bellato
Silviane Bellato (São Paulo, 19 de março de 1975) é uma cantora lírica brasileira, de timbre soprano lírico spinto.

## Biografia
Silviane estudou canto com o barítono Carlos Vial e na Escola Municipal de Música de São Paulo, vindo a aperfeiçoar-se no Instituto Superior de Artes do Teatro Colón, de Buenos Aires, com a soprano Mirtha Garbarini e com o maestro Reinaldo Censabella. Foi aluna nos cursos de aperfeiçoamento de Magda Olivero, em Barcelona, e Renata Scotto na “Renata Scotto Opera Accademy”, Itália.
Debutou como solista em 1998 no Theatro Municipal de São Paulo. Em abril de 2003, estreou seu primeiro papel operístico no Teatro Colón, de Buenos Aires, no papel de Amelia Grimaldi,  protagonista feminina da ópera Simon Boccanegra, de Verdi.
Silviane já atuou em importantes teatros brasileiros e internacionais, como o Theatro Municipal de São Paulo, o Theatro Municipal do Rio de Janeiro, o Theatro Amazonas (Manaus), Theatro da Paz (Belém),Teatro Colón (Argentina), Palacio de Bellas Artes (México), Sala São Paulo e Theatro São Pedro, entre outros, sob regência de renomados regentes, como Massimo Biscardi, Charles Dutoit, Luiz Fernando Malheiro, Silvio Barbato, Jaceck Kasprzyk, Iwona Sowinska, André Cardoso, Mateus Araújo, Manfredo Schmdiet e Carlos Fiorini. Foi dirigida por Ladislav Stros, Constantino Yuri, Moacyr Góes, Georges Delnon, Caetano Vilela, etc.
Cantou em 2011 no Festival Cultural Alfonso Ortiz Tirado, em Álamos (México), acompanhada pelo pianista cubano Ángel Rodríguez.

## Repertório
Giuseppe Verdi
- Il Trovatore
- Aida
- Simon Boccanegra
- Otello
- La forza del destino

Giacomo Puccini
- Madama Butterfly
- Tosca
- Manon Lescaut
- Turandot

Vincenzo Bellini
- Norma
- Il pirata

Richard Strauss
- Salome

Carlos Gomes
- Lo Schiavo
- Condor
- Salvator Rosa

Mozart
- Don Giovanni
- Le nozze di Figaro

Georges Bizet
- Carmen

Giordano
- Andrea Chenier